# Kommende Dünebroek

Kommende Dünebroek im 17. Jahrhundert

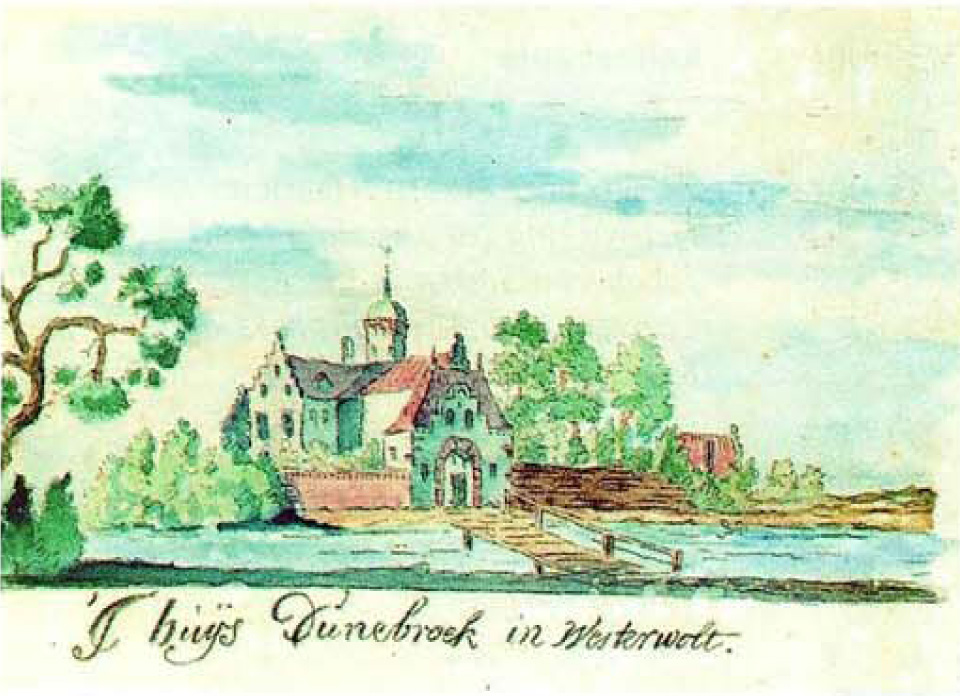
Kommende Dünebroek im 17. Jahrhundert

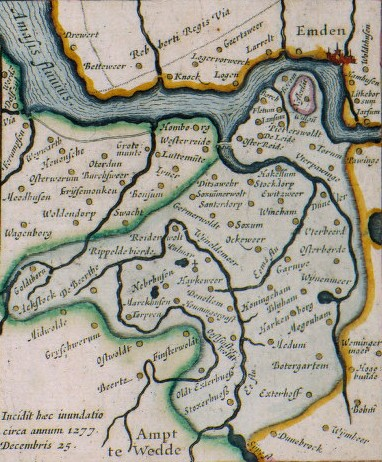
Lage Dünebroeks (unten rechts) um 1630

Die Kommende Dünebroek war eine Kommende des Johanniterordens im äußersten Südwesten des Rheiderlandes in Ostfriesland. Sie hatte für die Entwässerung der Region eine große Bedeutung und verfügte über ein eigenes Siel. Weitere Besitztümer der Kommende waren ein Grashaus (Vorwerk Dünebroek) sowie verschiedene Höfe in Wymeer und Marienchor. Obwohl erstmals 1510 Ordensschwestern genannt werden, dürfte Dünebroek, wie die anderen Niederlassungen des Ordens in Ostfriesland, seit Gründung eine Doppelkommende gewesen sein.

## Geschichte
Über die Geschichte der Kommende ist wenig bekannt. Das Archiv ging bis auf geringe Reste verloren.  Die Johanniter gründeten ihre Niederlassung um 1300. Erstmals wird sie am 8. September 1319 im Groninger Vergleich zwischen dem Johanniter-Kapitel in Burgsteinfurt und den friesischen Komtureien unter der Bezeichnung Wymaria urkundlich genannt. Der Name bezieht sich auf das nahegelegene Dorf Wymeer in der heutigen Gemeinde Bunde.
Die Gebäude der Kommende lagen jedoch westlich des Dorfes in der Nähe der mittelalterlichen Heerstraße von Bremen nach Groningen, 900 m diesseits der heutigen niederländischen Grenze.  Einer Ansicht aus der Zeit um 1650 zufolge war die Kommende eine zweiflügelige Anlage mit einem oben offenen Turm, mehreren Nebengebäuden und einem von einer Mauer umgebenen Hof.
Nördlich der Kommende erstreckte sich bis zum damals nur drei Kilometer entfernten Dollart ein weites sumpfiges Gelände, der namensgebende „Dünebrook“. Dieser Name wurde erstmals 1460 auf einer dort gegossenen Glocke der Kommende als dünäbroeck genutzt und wird als Sumpf mit einzelnen Anhöhen gedeutet. Im Süden schließen sich große Moor- und Heideflächen an. Südliche Grenze des Ordensbesitzes war die sogenannte Hillige Lohne, ein mittelalterlicher Verbindungsweg zwischen der niederländischen Gemeinde Bellingwolde und dem emsländischen Ort Rhede. Im Westen begrenzte das Flüsschen Lethe, dessen Bett sich in etwa mit dem Verlauf der deutsch-niederländischen Grenze in diesem Gebiet deckt, das Grundstückseigentum der Niederlassung.
Weite Teile des Besitzes waren Sumpfgelände, dass die Johanniter trockenlegten und anschließend als Wiesen oder Weiden nutzten. Diese bildeten die wirtschaftliche Grundlage des Hauses. Dabei kam der Viehhaltung die größte Bedeutung zu. Vorwerke gab es im Dünebroeker Grashaus, in Wymeer und vermutlich auch in Marienchor.
Bedingt durch seine Randlage an den Grenzen zum Emsland und zu den Niederlanden wurde die Kommende wiederholt Ziel von Angriffen. Bei kriegerischen Auseinandersetzungen im Jahre 1492 ließ der Bischof von Münster, Heinrich von Schwarzburg, Dünebrok berauben, Wymeer sowie Weener plündern und niederbrennen. Während der Sächsischen Fehde beraubten Landknechte der Schwarzen Garde die Kommende Dünebroek. Im Zuge Reformation eignete sich der ostfriesische Graf Enno II. im Jahre 1528 Dünebroek wie auch die anderen Niederlassungen des Johanniterordens in Ostfriesland an. Im Schmalkaldischen Krieg plünderten kaiserliche Truppen Karls V. die Kommende.
Das katholische Ordensleben der Kommende Dünebroek erlosch in der Zeit der Reformation um 1550. Ab diesem Jahr fanden in der Kirche, die anscheinend erst kurz vor 1600 abgebrochen wurde, protestantische Gottesdienste statt. Der Landbesitz der Johanniter in und um Dünebroek wurde zum gräflichen Gut, ab dem 2. Februar 1580 in Pacht und später in Erbpacht vergeben. Weitere Reste der Kommende blieben bis mindestens 1810 erhalten. Der Eigentümer ließ sie dann entfernen und durch ein Landhaus mit neuer Grabenanlage und Torhaus ersetzen. Heute steht ein Bauernhof auf dem Gelände.

## Kunsthistorische Besonderheiten
Mit der Auflösung der Kommende in der Reformation gingen weite Teile der Ausstattung verloren. Graf Enno II. eignete sich einen Großteil der Besitztümer der Kommende an und verkaufte diese anschließend. Erhalten blieb für lange Zeit die um 1460 gegossene Glocke, die möglicherweise ein Werk Ghert Klinghes ist. Ihre Aufschrift lautete: i de ere sunte johannis baptist da dünäbroeck ano dni m ccc l x. Sie wurde nach der Auflösung der Kommende in die Lutherkirche von Leer verbracht und während des Ersten Weltkrieges im Jahre 1917 zerstört. Der von Komtur Arnold 1511 in Auftrag gegebene silberne Messkelch zu Ehren des heiligen Johannes befindet sich als einziges erhaltenes Altargerät einer ostfriesischen Johanniterkommende im Besitz der Wibadi-Kirche in Wiegboldsbur. Auf dem Kelchfuß befinden sich sechs Bögen, von denen einer mit Wellen verziert ist, auf denen ein Schiff schwimmt.